# 하쿠슈정
하쿠슈정(白州町)은 야마나시현 기타코마군의 북서부에 위치했던 정이다.
헤이세이의 대합병 이전의 야마나시현에 있어서의 마을 중에서 시라네정, 구시가타정, 코니시정, 시키시마정, 나카미치정, 우에노하라정, 가와구치코정와 함께 몇 안 되는 「마치」이라고 읽는 자치체였다. (이 7정도 합병으로 소멸했지만, 가와구치코정만은 후지카와구치코정이 되어 현재도 현내에서 유일 「마치」를 자칭하고 있다.) 그러나 실제로는 지역주민 사이에서 「하쿠슈초」라는 호칭이 이용되는 것은 거의 없고, 「하쿠슈초」로서 사랑받고 있었다.
2004년 11월 1일에 하쿠슈초를 포함한 기타코마군 7정촌이 합병해 호쿠토시가 되어 자치체는 폐지되었다.

## 역사
- 2004년 11월 1일 기타코마 군(北巨摩郡) 아케노 촌(明野村), 오이즈미 촌(大泉村), 스타마 정(須玉町), 다카네 정(高根町), 나가사카 정(長坂町), 무카와 촌(武川村)이 합병해 호쿠토시가 되었다. 동일 하쿠슈정은 폐지되었다.

## 교통

### 도로
- 국도 20호선